# إيرل هانكوك إليس
إيرل هانكوك إليس (بالإنجليزية: Earl Hancock Ellis)‏ هو ضابط أمريكي، ولد في 19 ديسمبر 1880 في كانساس في الولايات المتحدة، وتوفي في 12 مايو 1923 في بالاو.